# Eoglaucomys fimbriatus
Genre
Espèce
Statut de conservation UICN

 LC  : Préoccupation mineure
Synonymes
- Hylopetes baberi (Blyth, 1847)[2] [3]
- Hylopetes fimbriatus (Gray, 1837)[2] [3]
- Sciuropterus fimbriata Gray, 1837[3]
- Sciuropterus fimbriatus Gray, 1837[3]

Eoglaucomys fimbriatus est une espèce de rongeurs de la famille des Sciuridés. Elle est la seule espèce du genre Eoglaucomys. 

## Répartition et habitat
Cette espèce est présente au Pakistan, en Afghanistan et en Inde. Elle vit dans les forêts de conifères entre 1 800 et 3 500 m d'altitude.

## Liste des sous-espèces
Selon ITIS (3 août 2017) et Mammal Species of the World (version 3, 2005)  (3 août 2017) :
- sous-espèce Eoglaucomys fimbriatus baberi
- sous-espèce Eoglaucomys fimbriatus fimbriatus